# Настоящие камышовки
Настоящие камышо́вки, или камы́шевки (лат. Acrocephalus), — род мелких певчих птиц из семейства камышовковых или камышевковых (Acrocephalidae). Ранее относилось к семейству славковых. Включает около 35 видов, распространённых в Старом Свете.
Некоторые камышевки очень мелкие, другие могут достигать размеров скворца. Все они однотонной окраски, с удлинённым телом, покатым лбом, придающим голове заострённую форму, и ступенчатым хвостом. Поют, сидя на высокой травинке, верхушке тростника или торчащей ветке. Песня включает громкий грубый треск.
Тяготеют к водоёмам, гнездятся на траве, тростниках или камышах, на кустах. Гнездо — глубокий конус между стеблями травы, тростника или в глубине куста.
Наиболее загадочным видом этого рода является большеклювая камышовка (Acrocephalus orinus), вновь обнаруженная в Таиланде в марте 2006 года. До этого она была известна лишь по одному экземпляру, добытому в 1867 году.

## Список видов
В состав рода включают 42 вида:
- Настоящие камышовки
  - Полинезийская камышовка (Acrocephalus aequinoctialis)
  - Индийская камышовка (Acrocephalus agricola)
  - Дроздовидная камышовка (Acrocephalus arundinaceus)
  - Acrocephalus astrolabii
  - Атолловая камышовка (Acrocephalus atyphus)
  - Австралийская камышовка (Acrocephalus australis)
  - Пёстроголовая камышовка (Acrocephalus bistrigiceps)
  - Короткопёрая камышовка (Acrocephalus brevipennis)
  - Длинноклювая камышовка (Acrocephalus caffer)
  - Кустарниковая камышовка (Acrocephalus concinens)
  - Садовая камышовка (Acrocephalus dumetorum)
  - Гавайская камышовка (Acrocephalus familiaris)
  - Капская камышовка (Acrocephalus gracilirostris)
  - Иракская камышовка (Acrocephalus griseldis)
  - Acrocephalus hiwae
  - Камышовка островов Кука (Acrocephalus kerearako)
  - Acrocephalus longirostris
  - Acrocephalus luscinius
  - Тонкоклювая камышовка (Acrocephalus melanopogon)
  - Acrocephalus mendanae
  - Acrocephalus musae
  - Мадагаскарская камышовка (Acrocephalus newtoni)
  - Acrocephalus nijoi
  - Восточная камышовка (Acrocephalus orientalis)
  - Большеклювая камышовка (Acrocephalus orinus)
  - Вертлявая камышовка (Acrocephalus paludicola)
  - Болотная камышовка (Acrocephalus palustris)
  - Acrocephalus percernis
  - Науруанская камышовка (Acrocephalus rehsei)
  - Acrocephalus rimatarae
  - Родригесская камышовка (Acrocephalus rodericanus)
  - Рыжая камышовка (Acrocephalus rufescens)
  - Камышовка-барсучок (Acrocephalus schoenobaenus)
  - Тростниковая камышовка (Acrocephalus scirpaceus)
  - Сейшельская камышовка (Acrocephalus sechellensis)
  - Просяная камышовка (Acrocephalus sorghophilus)
  - Туркестанская камышовка (Acrocephalus stentoreus)
  - Каролинская камышовка (Acrocephalus syrinx)
  - Хендерсонская камышовка (Acrocephalus taiti)
  - Маньчжурская камышовка (Acrocephalus tangorum)
  - Питкернская камышовка (Acrocephalus vaughani)
  - Acrocephalus yamashinae